# Santa Rosa de Viterbo (ort i Brasilien, São Paulo, Santa Rosa de Viterbo)
Santa Rosa de Viterbo är en ort i Brasilien.   Den ligger i kommunen Santa Rosa de Viterbo och delstaten São Paulo, i den sydöstra delen av landet, 600 km söder om huvudstaden Brasília. Santa Rosa de Viterbo ligger 677 meter över havet och antalet invånare är 21 473.
Terrängen runt Santa Rosa de Viterbo är huvudsakligen platt, men åt sydost är den kuperad. Santa Rosa de Viterbo är det största samhället i trakten.
Omgivningarna runt Santa Rosa de Viterbo är en mosaik av jordbruksmark och naturlig växtlighet. Runt Santa Rosa de Viterbo är det ganska tätbefolkat, med 67 invånare per kvadratkilometer.